# Sanchez Mira
Sanchez-Mira ist eine Stadtgemeinde in der philippinischen Provinz Cagayan und liegt im Nordwesten der Provinz am Südchinesischen Meer. Im Jahre 2015 wohnten in dem 198 km² großen Gebiet 24.541 Einwohner, wodurch sich eine Bevölkerungsdichte von 124 Einwohnern pro km² ergibt. An der Küste ragen teilweise über 500 Meter hohe und stark bewaldete Berge aus dem Meer. Die Bevölkerung, die ihre Siedlungen an der Küste und in den Tälern hat, lebt größtenteils von der Landwirtschaft und der Fischerei. Die Einheimischen gehören dem Volksstamm Kalinga an. Im Süden grenzt die Gemeinde an die Provinz Apayao. Eine bedeutende Bildungseinrichtung in der Gemeinde ist die Cagayan State University.
Sanchez-Mira ist in die folgenden 18 Baranggays aufgeteilt:
| - Bangan - Callungan - Centro I - Centro II - Dacal - Dagueray - Dammang - Kittag - Langagan | - Magacan - Marzan - Masisit - Nagrangtayan - Namuac - San Andres - Santiago - Santor - Tokitok |